# Jan Cyž
Jan Cyž (en allemand : Johann Ziesche), né le 13 janvier 1898 à Säuritz et mort le 21 septembre 1985 à Bautzen, est un journaliste et avocat allemand d'origine sorabe.   

## Biographie
Après avoir fréquenté l'école de Bautzen, il étudia au lycée allemand de Malá Strana à Prague. Il fit ensuite des études supérieures de Droit à l'Université Charles de Prague. 
De 1926 à 1932, il a été responsable de la branche de Cottbus de la « Banque populaire Wendes ». 
En 1933, le régime nazi l'emprisonna en raison de son militantisme politique sorabe.
De 1934 à 1937, il a été rédacteur en chef du journal sorabe Serbske Nowiny jusqu'à son interdiction en 1937 par les Nazis. 
Durant la Seconde Guerre mondiale, il fut emprisonné à Dresde. Il se retrouva libéré vers la fin de la guerre, lors des bombardements de Dresde qui détruisirent en grande partie sa prison.
En mai 1945, il fut désigné administrateur de l'arrondissement de Bautzen. À ce titre, il a appelé à l'indépendance de l'État de Lusace de l'Allemagne. 
À partir de 1955, il a été rédacteur en chef du journal sorabe Doba Nowa.

## Travaux
Jan Cyz s'intéressa à la vie de l'écrivain sorabe Jan Arnošt Smoler, notamment sa pensée sur le thème de la libération de la Lusace.
- Hdyž so młody na puć podaš (Si vous rencontrez sur votre chemin les jeunes, 1983)
- W tlamje ječibjela (Dans la Gorge du Diable, 1984)
- Ćernje na puću do swobody (Épines sur le chemin de la liberté, 1979, rééditions 1985)

## Sources
- Manfred Thiemann, Ein kleines Lexikon – Sorben/Serbja (Petite encyclopédie allemand/sorabe). éditions Domowina-Verlag, Bautzen 1989, 183 p.  (ISBN 3-7420-0405-0)